# 安住紳一郎
安住紳一郎（日语：／ Azumi Shinichirō，1973年8月3日—）是日本TBS電視台的播音員之一。他出生在北海道帶廣市，畢業於明治大學文學部。他本欲成為教師，偶然應聘電視台後者1997年成為TBS電視台的主播。自2000年代開始，他多年蟬聯日本最受歡迎男主播第一位。

## 外部連結
- TBSアナウンサー通信・安住紳一郎 （页面存档备份，存于）